# Kepler-238
Kepler-238 è una nana gialla nella sequenza principale di magnitudine 15,3 situata nella costellazione della Lira. Dista circa 5868 anni luce dalla Terra.
Nel 2014 sono stati scoperti 5 pianeti in orbita attorna ad essa.

## Sistema planetario
Tra il 2013 e il 2014 è stato annunciata la presenza di cinque pianeti attorno alla stella, di dimensioni superiori a quelle della Terra.
Sotto, un prospetto del sistema di Kepler-238.
| Pianeta | Massa                                       | Raggio                                     | Periodo orb.  | Sem. maggiore | Scoperta |
| ------- | ------------------------------------------- | ------------------------------------------ | ------------- | ------------- | -------- |
| b       |                                             | 1,73 ± 0,40 R⊕                             | 2,091 giorni  | 0,034 UA      | 2013     |
| c       |                                             | 2,39 ± 0,45 R⊕                             | 6,155 giorni  | 0,069 UA      | 2013     |
| d       |                                             | 3,07±0,57 R⊕                               | 13,233 giorni | 0,115 UA      | 2014     |
| e       | 169,7+71,7 −69,1 M⊕ (0,534+0,226 −0,217 MJ) | 5,60+2,37 −0,46 R⊕ (0,500+0,211 −0,041 rJ) | 23,654 giorni |               | 2014     |
| f       | 13,5+2,9 −2,5M⊕                             | 2,00+0,85 −0,17 R⊕                         | 50,447 giorni |               | 2014     |